# Badavi Huseynov
Bədavi Ruslan oğlu Hüseynov (en azerí: Bədavi Ruslan oğlu Hüseynov, en ruso: Бадави Русланович Гусейно; Kaspisk, Daguestán, Unión Soviética, 11 de julio de 1991) es un futbolista azerí. Juega de defensa y su equipo es el Qarabağ F. K. de la Liga Premier de Azerbaiyán. Es internacional absoluto por la selección de Azerbaiyán desde 2012.

## Trayectoria
Formado en las inferiores del Dagdizel Kaspiysk, fue promovido al primer equipo de la Liga de Fútbol Profesional de Rusia en la temporada 2008. Tras tres años en el club fue transferido al Anzhí Majachkalá, donde fue cedido al Sumgayit FK azerí.
En 2012 fichó por el Qarabağ F. K.

## Selección nacional
Fue internacional en categorías inferiores por Azerbaiyán. Debutó con la selección de Azerbaiyán el 27 de febrero de 2012 ante India.

## Clubes
| Club                        | País       | Año           |
| --------------------------- | ---------- | ------------- |
| Dagdizel Kaspiysk           | Rusia      | 2008-2010     |
| Anzhí Majachkalá            | Rusia      | 2010-2012     |
| Sumgayit F. K. (a préstamo) | Azerbaiyán | 2011-2012     |
| Qarabağ F. K.               | Azerbaiyán | 2012-presente |

## Palmarés

### Títulos nacionales
| Título                     | Club          | País       | Año     |
| -------------------------- | ------------- | ---------- | ------- |
| Liga Premier de Azerbaiyán | Qarabağ F. K. | Azerbaiyán | 2013-14 |
| Liga Premier de Azerbaiyán | Qarabağ F. K. | Azerbaiyán | 2014-15 |
| Copa de Azerbaiyán         | Qarabağ F. K. | Azerbaiyán | 2014-15 |
| Liga Premier de Azerbaiyán | Qarabağ F. K. | Azerbaiyán | 2015-16 |
| Copa de Azerbaiyán         | Qarabağ F. K. | Azerbaiyán | 2015-16 |
| Liga Premier de Azerbaiyán | Qarabağ F. K. | Azerbaiyán | 2016-17 |
| Copa de Azerbaiyán         | Qarabağ F. K. | Azerbaiyán | 2016-17 |
| Liga Premier de Azerbaiyán | Qarabağ F. K. | Azerbaiyán | 2017-18 |
| Liga Premier de Azerbaiyán | Qarabağ F. K. | Azerbaiyán | 2018-19 |
| Liga Premier de Azerbaiyán | Qarabağ F. K. | Azerbaiyán | 2019-20 |
| Liga Premier de Azerbaiyán | Qarabağ F. K. | Azerbaiyán | 2021-22 |
| Copa de Azerbaiyán         | Qarabağ F. K. | Azerbaiyán | 2021-22 |
| Liga Premier de Azerbaiyán | Qarabağ F. K. | Azerbaiyán | 2022-23 |
| Liga Premier de Azerbaiyán | Qarabağ F. K. | Azerbaiyán | 2023-24 |
| Copa de Azerbaiyán         | Qarabağ F. K. | Azerbaiyán | 2023-24 |
| Liga Premier de Azerbaiyán | Qarabağ F. K. | Azerbaiyán | 2024-25 |